# Philip Ozouf Jr
Philip Ozouf Jr, né Philip Francis Cyril Ozouf le 25 mars 1970[réf. nécessaire] à Jersey, est un homme politique jersiais. Il est ministre des Finances de 2008 à 2014.

## Biographie

### Jeunesse et formation
Philip Ozouf Junior est le fils du connétable (maire) de Saint-Clément Philip Ozouf Senior. Il a fait ses études au collège Victoria de Saint-Hélier puis à l'European Business School de Londres, l'EBS Wiesbaden en Allemagne et à l'European Business School Paris. Il parle couramment le français et l'allemand.

### Carrière politique
En novembre 1999, il est élu député de Saint-Hélier et membre des États de Jersey. En 2002, il est élu sénateur, puis réélu en 2008 et 2014.
De 2005 à 2008, il est ministre du Développement puis en décembre 2008, il est nommé, par le ministre en chef Terry Le Sueur, ministre des Finances du gouvernement de Jersey. Il est vice-président du Conseil de l'emploi de Jersey.
Dans le cadre de ses fonctions, il a lancé une campagne pour limiter le nombre de sociétés qui n'ont qu'une boîte aux lettres à Jersey pour profiter des taux de TVA plus favorables sur l'île qu'au Royaume-Uni, ainsi qu'une réforme concernant la réglementation des jeux à Jersey.
Il a également appelé à créer la fonction d'ombudsman, sorte de médiateur, pour régler les litiges en matière financière.
Enfin, il a relancé la concurrence sur le transport maritime afin de faire baisser les coûts et trouver des prix compétitifs pour le public.
Après sa réélection comme sénateur en 2014, il est nommé ministre en chef adjoint chargé des services financiers, du numérique, de la concurrence et de l'innovation, auprès du ministre en chef Ian Gorst. Il dirige également le Fonds d'innovation de Jersey à partir de 2016. Il démissionne de toutes ses fonctions en janvier 2017 à la suite de la publication d'un rapport du contrôleur général critiquant la manière dont le Fonds d'innovation avait perdu une partie substantielle des fonds publics qui lui avaient été confiés.
Il ne se représente pas lors des élections de 2018.

### Autres fonctions
Philip Ozouf est le représentant de l'île de Jersey à l'Assemblée parlementaire de la Francophonie. Il est également le vice-président de la branche jersiaise de l'Alliance française.